# Comité Olímpico de Surinam
El Comité Olímpico de Surinam (código COI: SUR) es el Comité Olímpico Nacional que representa a Suriname.